# ولتر غيلبرت
ولتر غيلبرت (بالإنجليزية: Walter Gilbert)‏ هو عالم كيمياء حيوية وطبيب أمريكي. ولد في 21 مارس 1932 في بوسطن.

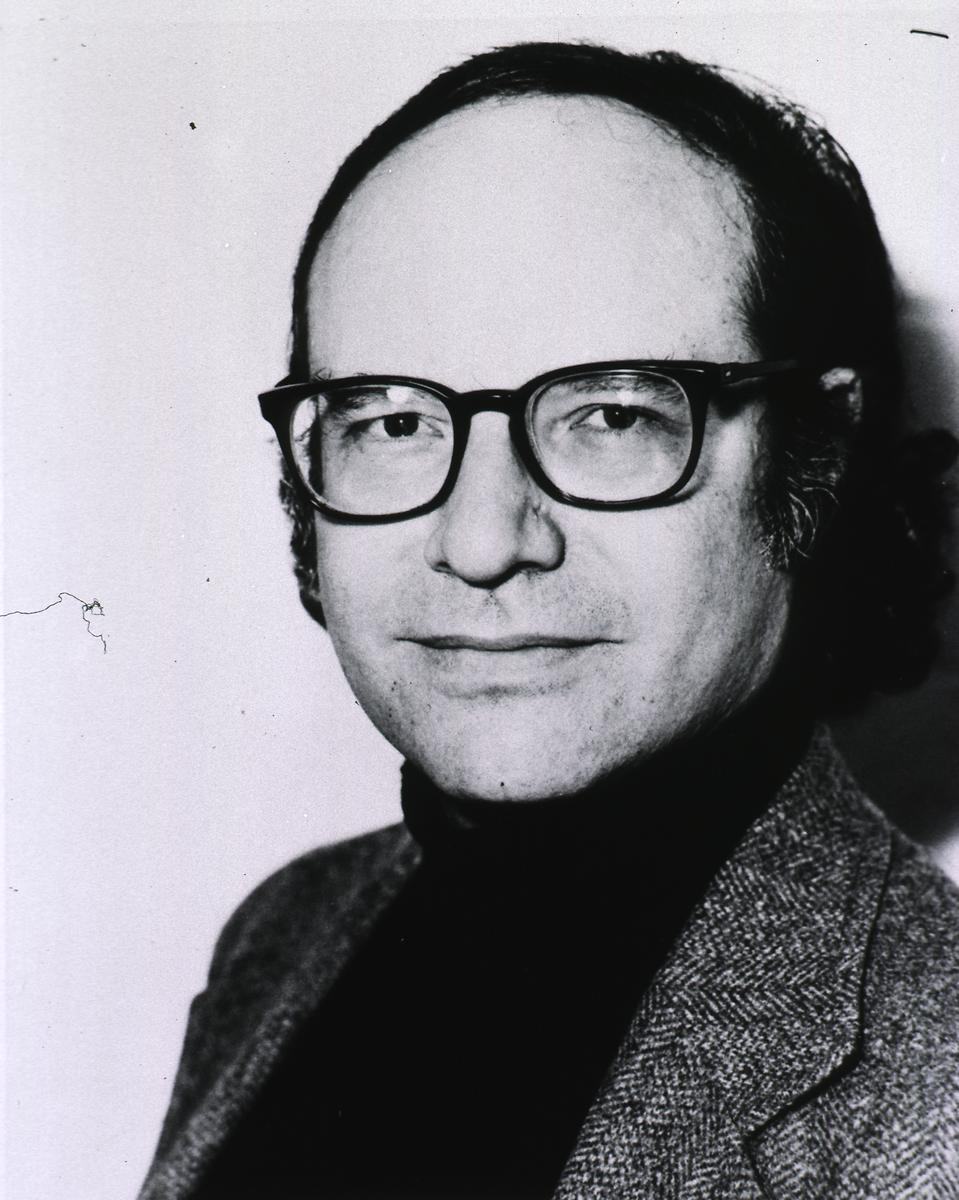
صورة والتر جيلبرت عبر المكتبة الوطنية للطب

درس في جامعة هارفرد وجامعة كامبردج. تحصل على جائزة نوبل في الكيمياء سنة 1980.

## روابط خارجية
- ولتر غيلبرت على موقع الموسوعة البريطانية (الإنجليزية)
- ولتر غيلبرت على موقع مونزينجر (الألمانية)
- ولتر غيلبرت على موقع إن إن دي بي (الإنجليزية)